# 1834 en santé et médecine
| Années de la santé et de la médecine : 1831 - 1832 - 1833 - 1834 - 1835 - 1836 - 1837    |
| Décennies de la santé et de la médecine : 1800 - 1810 - 1820 - 1830 - 1840 - 1850 - 1860 |

Cet article présente les faits marquants de l'année 1834 en santé et médecine.

## Évènements
- 23 janvier : Mary Aikenhead fonde le St. Vincent's University Hospital à Dublin[1].
- 1er décembre : ouverture de l'Hôpital des cliniques de la faculté de médecine de Paris, édifié avec le soutien du doyen Mathieu Orfila (1787-1853[2]).

## Publications
- Joseph-François Malgaigne : Manuel de chirurgie opératoire.

## Récompense
- Jean-Nicolas Gannal obtient le prix Montyon.

## Naissances
- 6 février : Edwin Klebs (mort en 1913), médecin allemand.
- 27 juillet : Samuel Chédevergne (mort en 1902), chirurgien français[3].
- 8 décembre : Paul Tillaux (mort en 1904), chirurgien et anatomiste français.

## Décès
- 29 décembre : Thomas Malthus (né en 1766), économiste britannique, partisan du contrôle des naissances.